# Vera Reynolds
Pour les articles homonymes, voir Reynolds.
Vera Reynolds, de son vrai nom Vera Norma Reynolds, est une actrice américaine née le 25 novembre 1899 à Richmond (Virginie) et morte le 22 avril 1962 à Los Angeles (Californie).

## Biographie
Vera Reynolds suit des études à la Page Academy à Washington, puis à Los Angeles High.
Elle commence sa carrière sur scène dès l'âge de 5 ans, elle deviendra au cinéma une des "Bathing Beauties"" de Mack Sennett, avant d'avoir des rôles plus importants.

## Filmographie
- 1917 : A Janitor's Vengeance de Charles Avery
- 1917 : A Laundry Clean-Up de Ferris Hartman
- 1917 : A Prairie Heiress
- 1917 : A Self-Made Hero de Ferris Hartman
- 1917 : A Winning Loser de Ferris Hartman

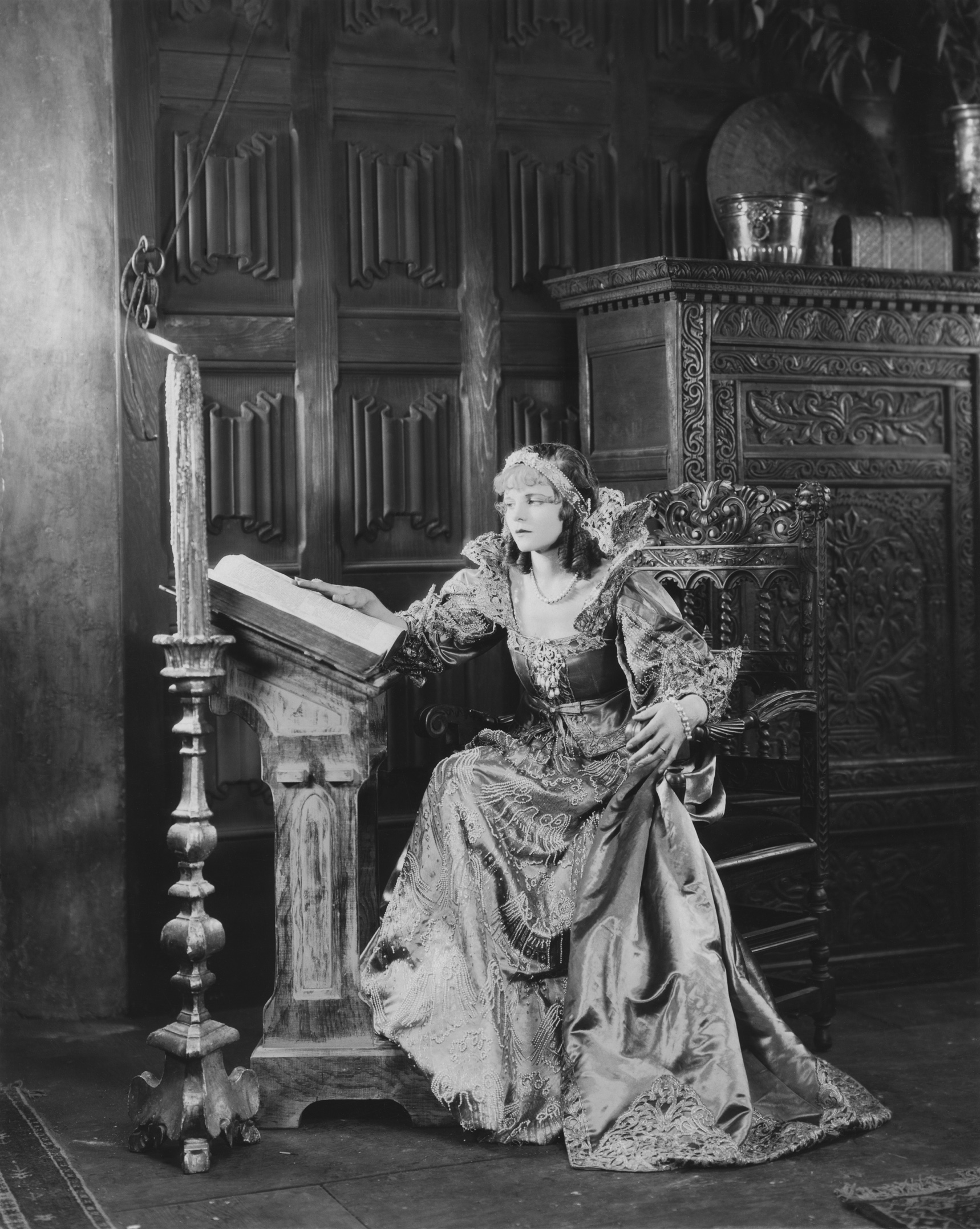
V. Reynolds dans L'Empreinte du passé.

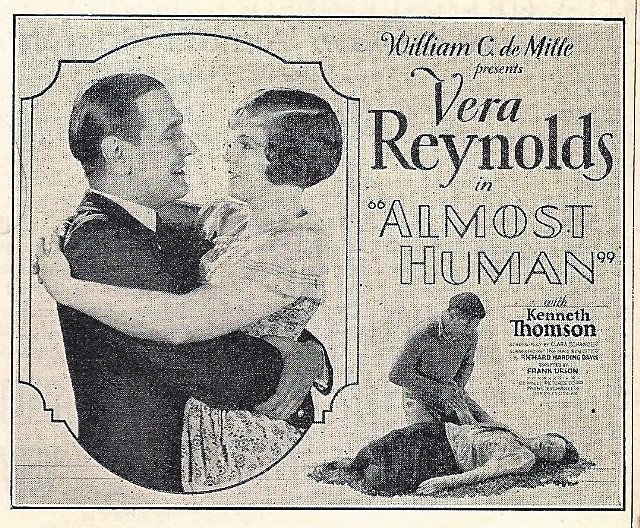
Poster du film Almost Human.

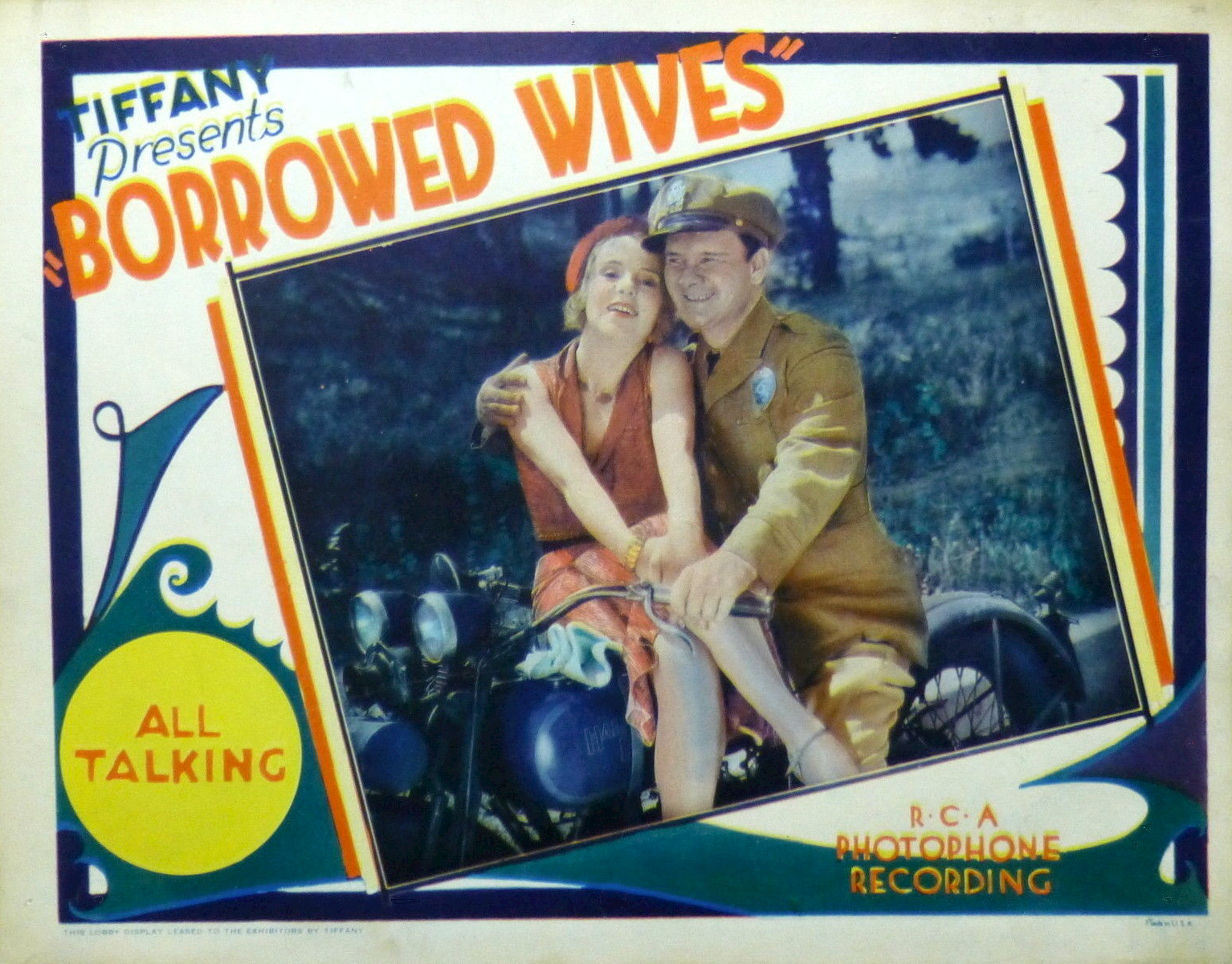
Lobby card pour Borrowed Wives (1930) avec Vera Reynolds et Rex Lease.

- 1917 : Caught in the End de Charles Avery : la femme du mari jaloux
- 1917 : His Criminal Career de Ferris Hartman
- 1917 : His Hidden Talent de Reggie Morris : la fiancée
- 1917 : His Sudden Rival de John Francis Dillon
- 1917 : Luke's Trolley Troubles de Hal Roach
- 1917 : That Dawgone Dog de Dick Smith
- 1920 : A Saphead's Sacrifice de Craig Hutchinson
- 1920 : Beaned on the Boarder de Craig Hutchinson
- 1920 : Dry and Thirsty de Craig Hutchinson : Mme Tryan
- 1920 : Kissed in a Harem de Craig Hutchinson
- 1920 : Parked in the Park de Craig Hutchinson
- 1920 : Rough on Rubes de Craig Hutchinson
- 1922 : But a Butler de Alfred Santell
- 1922 : Hearts of Oak de Duke Worne : Ethel Callahan
- 1922 : Rented Trouble de Alfred Santell
- 1922 : The Pest de Jess Robbins : la locataire pauvre
- 1922 : What Next? de Morris R. Schlank
- 1922 : Whose Husband are You? de Alfred Santell
- 1923 : Les Femmes libres (Prodigal Daughters) de Sam Wood : Marjory Forbes
- 1923 : Womanproof de Alfred E. Green : Celeste Rockwood
- 1924 : Broken Barriers de Reginald Barker : Sadie Denton
- 1924 : Cheap Kisses de John Ince : Kitty Dillingham
- 1924 : Feet of Clay de Cecil B. DeMille : Amy Loring
- 1924 : Flapper Wives de Jane Murfin : Sadie Callahan
- 1924 : For Sale de George Archainbaud : Betty Twombly-Smith
- 1924 : Icebound de William C. De Mille : Nettie Moore
- 1924 : Shadows of Paris de Herbert Brenon : Liane
- 1925 : The Golden Bed de Cecil B. DeMille : Margaret Peake
- 1925 : The Limited Mail de George W. Hill : Caroline Dale
- 1925 : Raymond ne veut plus de femmes (The Night Club) de Paul Iribe et Frank Urson : Grace Henderson
- 1925 : The Million Dollar Handicap de Scott Sidney : Alis Porter
- 1925 : L'Empreinte du passé (The Road to Yesterday) de Cecil B. DeMille : Beth Tyrell
- 1925 : Without Mercy de George Melford : Margaret Garth
- 1926 : Corporal Kate de Paul Sloane : Kate Jones
- 1926 : Risky Business d'Alan Hale : Cecily Stoughton
- 1926 : Silence de Rupert Julian : Norma Drake / Norma Powers
- 1926 : Steel Preferred de James P. Hogan : Amy Creeth
- 1926 : Son premier succès (Sunny Side Up) de Donald Crisp : Sunny Ducrow
- 1927 : Almost Human de Frank Urson : Mary Kelly
- 1927 : The Little Adventuress de William C. De Mille : Helen Davis
- 1927 : The Main Event de William K. Howard : Glory Frayne
- 1928 : The Divine Sinner de Percy Pembroke : Lillia Ludwig
- 1928 : Pour l'amour du sport (Golf Widows) de Erle C. Kenton : Alice Anderson
- 1928 : Jazzland (en) de Dallas M. Fitzgerald : Stella Baggott
- 1929 : Back From Shanghai de Noel Smith
- 1929 : Tonight at Twelve de Harry Pollard : Barbara Warren
- 1930 : Borrowed Wives de Frank Strayer : Alice Blake
- 1930 : The Last Dance de Percy Pembroke : Sally Kelly
- 1930 : The Lone Rider de Louis King : Mary Stevens
- 1931 : Dragnet Patrol (en) de Frank Strayer : Millie White
- 1931 : Hell Bent for Frisco de Stuart Paton : Ellen Garwood
- 1931 : Neck and Neck de Richard Thorpe : Norma Rickson
- 1931 : The Lawless Woman de Richard Thorpe : June Page
- 1932 : Gorilla Ship (en) de Frank Strayer : Helen Wells
- 1932 : Tangled Destinies de Frank Strayer : Ruth, l'hôtesse de l'air
- 1932 : The Monster Walks de Frank Strayer : Ruth Earlton